# Khủng hoảng Niger 2023
Vào ngày 26 tháng 7 năm 2023, một cuộc đảo chính đã xảy ra ở Niger, trong đó lực lượng bảo vệ tổng thống của nước này đã cách chức và giam giữ Tổng thống Mohamed Bazoum. Sau đó, tướng Abdourahamane Tchiani, Tư lệnh Lực lượng Vệ binh Tổng thống, tuyên bố mình là người lãnh đạo chính quyền quân sự, thành lập Hội đồng Quốc gia Bảo vệ Tổ quốc, sau khi xác nhận sự thành công của cuộc đảo chính.
Để đối phó với diễn biến này, Cộng đồng Kinh tế của các Quốc gia Tây Phi (ECOWAS) đã đưa ra tối hậu thư vào ngày 30 tháng 7, cho các thủ lĩnh cuộc đảo chính ở Niger một tuần để khôi phục Bazoum, kèm theo lời đe dọa trừng phạt quốc tế và khả năng sử dụng vũ lực. Khi thời hạn của tối hậu thư hết hạn vào ngày 6 tháng 8, không có sự can thiệp quân sự nào được thực hiện; tuy nhiên, vào ngày 10 tháng 8, ECOWAS đã thực hiện bước kích hoạt lực lượng dự bị của mình. ECOWAS trước đây đã can thiệp vào Gambia để khôi phục nền dân chủ sau cuộc khủng hoảng hiến pháp 2016–2017 của đất nước này.